# Jiří ze Žerotína († 1346)
Jiří ze Žerotína (německy Georg von Zierotin, † 14. století) byl moravský šlechtic z rodu Žerotínů ve 14. století. Byl bratrancem Plichta ze Žerotína, válečníka, padlého u Kresčaku.

## Život
Jeho bratranec Plichta ze Žerotína ho vyslal do Moskvy, aby u tamních úřadů nechal uznat důkazy o původu rodu Žerotínů ve starém carském rodu a pomohl doplnit bílá místa v rodokmenu. 
Jiří však svěřený úkol nesplnil, a navíc se již nikdy nevrátil domů, smrtelně zasažen zprávou o skonu bratrance Plichty. Ten padl na bojišti 26. srpna 1346 bitvy u Kresčaku, kam s částí české šlechty doprovázel svého krále Jana Lucemburského, který své muže přivedl na pomoc francouzskému králi Filipovi VI. proti Angličanům, vedeným králem Eduardem III.